# St. Martin (Halsbach)

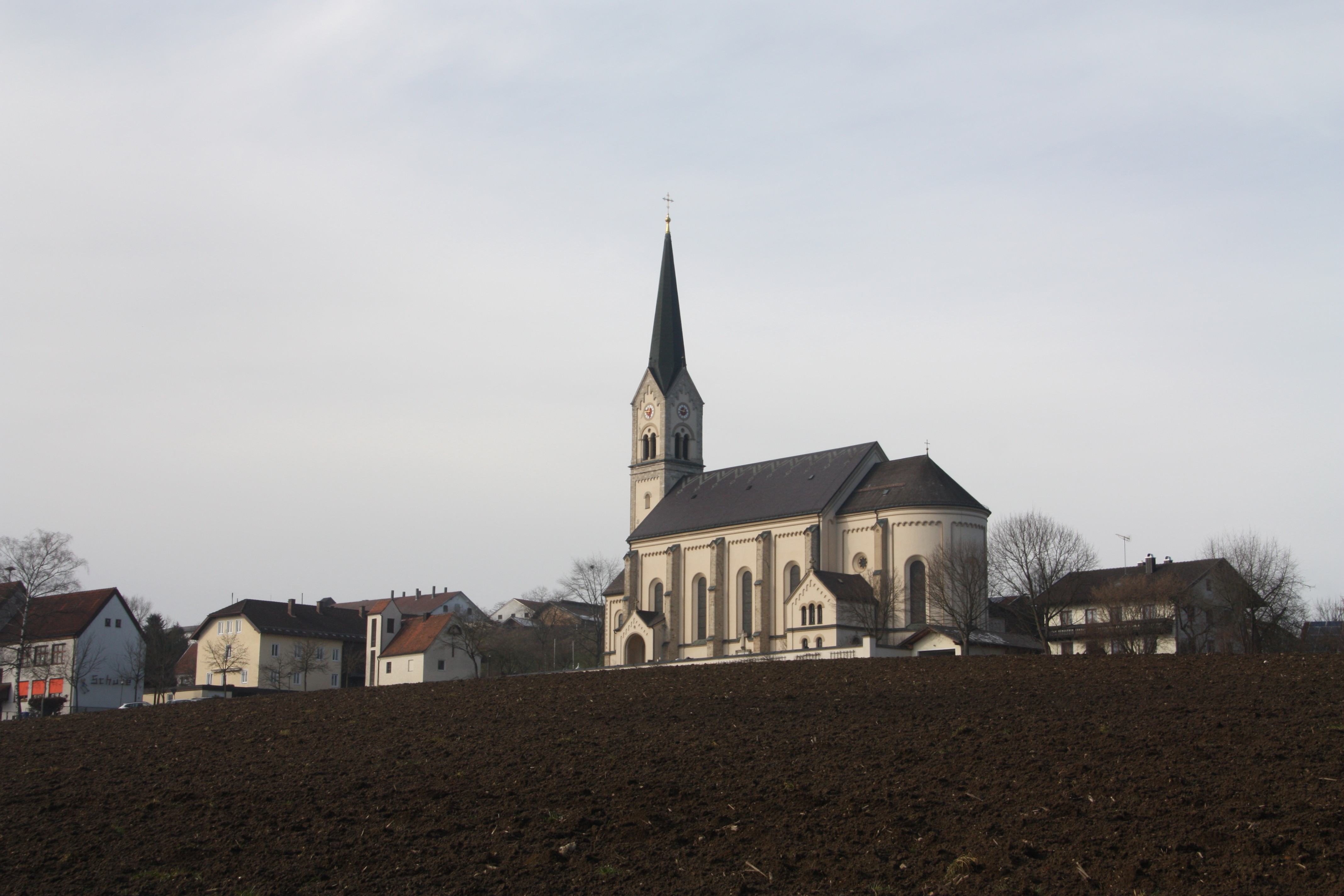
St. Martin in Halsbach

St. Martin ist die römisch-katholische Pfarrkirche von Halsbach, einer Gemeinde im oberbayerischen Landkreis Altötting. Das Bauwerk ist in der Liste der Baudenkmäler in Halsbach als Baudenkmal unter der Nr. D-1-71-119-1 eingetragen. Die Pfarrei gehört zum Dekanat Altötting im Bistum Passau.

## Beschreibung
Die neuromanische Saalkirche wurde 1885/87 erbaut. Sie besteht aus dem von Strebepfeilern gestützten vierjochigen Langhaus, dem eingezogenen, halbrund geschlossenen Chor aus einem Joch im Osten und dem Kirchturm vor der Fassade im Westen. Das oberste Geschoss des Turms enthält hinter den als Biforien gestalteten Klangarkaden den Glockenstuhl mit vier Kirchenglocken. Über den Giebeln mit den Zifferblättern der Turmuhr erhebt sich ein spitzer Helm. An der Südwand des Chors befindet sich ein zum Innenraum mit Arkaden geöffnetes Oratorium.
Der Innenraum des Langhauses ist mit einem Kreuzrippengewölbe überspannt, ebenso der des Chors. Der Hochaltar wird von Skulpturen flankiert. In der Mitte des Chors steht eine Nachbildung der Grabeskirche.

## Orgel

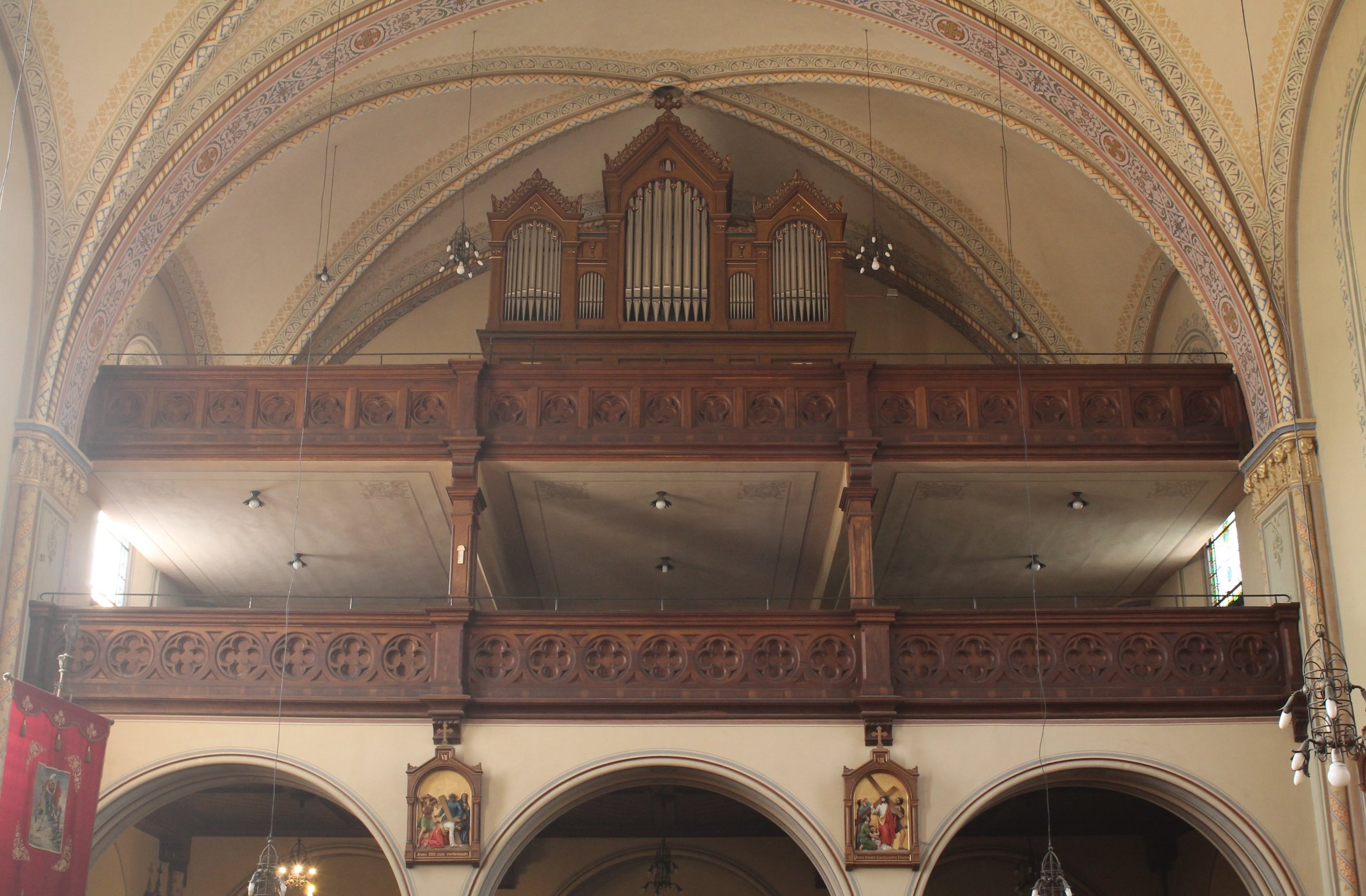
Innenraum mit Orgel

Die Orgel mit 19 Registern auf zwei Manualen und Pedal wurde von Joseph Philipp Frosch im Jahr 1865 für das Odeon in München neu gebaut. Vor einem Neubau dort transferierte Franz Borgias Maerz das Instrument nach St. Martin. Dabei wurde das Instrument stark verändert, für die benötigten Raumverhältnisse umgebaut und mit einem neugotischen Gehäuse versehen. Es verfügt heute über Kegelladen, mechanische Spiel- und Registertraktur und einen freistehenden Spieltisch. 1989 erfolgte eine Restaurierung durch Eisenbarth.
Die Disposition lautet:
| I Manual C–g3 |       |
| Bordun        | 16′   |
| Principal     | 8′    |
| Gamba         | 8′    |
| Bordunalflöte | 8′    |
| Gedeckt       | 8′    |
| Octav         | 4′    |
| Flöte         | 4′    |
| Octav         | 2′    |
| Mixtur        | 2 ⁄3′ |

| II Manual C–g3  |    |
| Geigenprincipal | 8′ |
| Keraulophon     | 8′ |
| Viola           | 8′ |
| Salicional      | 8′ |
| Dolce           | 4′ |
| Fugara          | 4′ |

| Pedal C–d1   |     |
| Principalbaß | 16′ |
| Subbaß       | 16′ |
| Violonbaß    | 16′ |
| Octavbaß     | 8′  |

- Koppeln: II/I, I/P
- Spielhilfe: Tutti